# Doluwa Division
Doluwa Division är en division i Sri Lanka.   Den ligger i distriktet Kandy District och provinsen Centralprovinsen, i den centrala delen av landet, 90 km öster om huvudstaden Colombo. Antalet invånare är 49 480.